# Hans-Martin Trepp
Hans-Martin Trepp, švicarski hokejist, * 9. november 1922, Švica, † 17. avgust 1970, Švica. 
Trepp je bil hokejist kluba EHC Arosa v švicarski ligi in švicarske reprezentance, s katero je nastopil na dveh olimpijskih igrah, kjer je osvojil eno bronasto medaljo, in več Svetovnih prvenstvih, na katerih je osvojil tri bronaste medalje.